# Merry Christmas To You
「Merry Christmas To You」（メリー・クリスマス・トゥー・ユー）は、前田亘輝の通算2枚目のシングル。1991年12月1日に、Sony Recordsから発売された。

## 概要
1年ぶり、初のソロでのクリスマスソングシングル。
今作は売上を伸ばし続け20万枚以上のヒットを記録。これは次作の「Christmas For You」も同等である。
カップリング曲の「あの頃」は現在もアルバム未収録で配信も行われていない。

## 収録曲
| 全作詞: 前田亘輝、全編曲: M-Project。 |                            |           |        |      |
| #                                     | タイトル                   | 作詞      | 作曲   | 時間 |
| 1.                                    | 「Merry Christmas To You」 | 前田亘輝  | UNI    | 5:10 |
| 2.                                    | 「あの頃」                 | 前田亘輝  | 宮原学 | 5:40 |
| 合計時間:                             | 合計時間:                  | 合計時間: | 10:50  |      |

## 収録アルバム
- GAMBLE (#1)
- Single Collection + (#1)
- 35年で35曲 “愛と友” 〜僕のMelody 君のために〜 (#1、リミックス)